# Heavygrinder
Heavygrinder (...) è una disc jockey statunitense.

## Carriera
Nella sola città di Los Angeles ha già suonato in venti diverse discoteche tra cui Key Club, Highlands, Century Club, Avalon, Sunset Room and White Lotus.
Quando non suona nella sua città è regolarmente in tour per gli Stati Uniti esibendosi tra Anchorage e New York, Atlanta e Honolulu.
Ibiza, Cina, Taiwan, Canada, Messico sono state le tappe internazionali.

## MySpace
Heavygrinder è famosa anche per il fatto che la sua pagina sul portale virtuale MySpace ha avuto un record di visite in questi anni ed è la DJ che ha totalizzato il maggiore numero di click, con più di 12 milioni a inizio 2008.

## Discografia

### Compilation
- 2007: Living A Dream (venduto esclusivamente in Giappone)
- 2008: Eternity (compilation) (destinato alla vendita mondiale)

### Singoli
- Heavygrinder feat. SuSu Bobien – Can't Nobody – Soundmen on Wax (US)
- Heavygrinder – You Think You Do – Star Fruit Records (US)

### Remix
- Terrence Parker ft. Bishop Griffin – Superb Entertainment (UK)